# یواس‌اس اسپیت‌فایر (۱۸۴۶)
یواس‌اس اسپیت‌فایر (۱۸۴۶) (به انگلیسی: USS Spitfire (1846)) یک کشتی بود که طول آن ۱۱۹ فوت (۳۶ متر) بود. این کشتی در سال ۱۸۴۶ ساخته شد.